# Tsjechië op het Eurovisiesongfestival 2021
Tsjechië nam deel aan het Eurovisiesongfestival 2021 in Rotterdam, Nederland. Het was de 9de deelname van het land aan het Eurovisiesongfestival. ČT was verantwoordelijk voor de Tsjechische bijdrage voor de editie van 2021.

## Selectieprocedure
Nadat het Eurovisiesongfestival 2020 werd geannuleerd vanwege de COVID-19-pandemie, maakte de Tsjechische openbare omroep reeds op 13 mei 2020 bekend dat Benny Cristo Tsjechië zou vertegenwoordigen in 2021. Enkele maanden eerder had hij de Tsjechische preselectie voor het Eurovisiesongfestival 2020 gewonnen. Zijn nummer, dat als titel Omaga kreeg, werd op 16 februari 2021 gepresenteerd aan het grote publiek.

## In Rotterdam
Tsjechië trad aan in de tweede halve finale, op donderdag 20 mei 2021. Benny Cristo was als derde van zeventien acts aan de beurt, net na Uku Suviste uit Estland en gevolgd door Stefania uit Griekenland. Tsjechië eindigde uiteindelijk op de vijftiende plaats met 23 punten, en wist zich zo niet te plaatsen voor de finale.
2007 · 2008 · 2009 · 2010-2014 · 2015 · 2016 · 2017 · 2018 · 2019 · 2020 · 2021 · 2022 · 2023 · 2024 · 2025
Albanië · Australië · Azerbeidzjan · België · Bulgarije · Cyprus · Denemarken · Duitsland · Estland · Finland · Frankrijk · Georgië · Griekenland · Ierland · IJsland · Israël · Italië · Kroatië · Letland · Litouwen · Malta · Moldavië · Nederland · Noord-Macedonië · Noorwegen · Oekraïne · Oostenrijk · Polen · Portugal · Roemenië · Rusland · San Marino · Servië · Slovenië · Spanje · Tsjechië · Verenigd Koninkrijk · Zweden · Zwitserland